# PCFC
De Protonic Ceramic Fuel Cell (PCFC) is een nieuw soort brandstofcel met keramiek als elektrolyt, het heeft een verhoogde protonische activiteit bij hoge temperaturen.

## Werking
Gasvormige moleculen van de koolwaterstof brandstof worden geabsorbeerd aan de oppervlakte van de anode in combinatie met waterdamp, hierbij worden de waterstof atomen "gestripped" voor absorptie in de elektrolyt, bij dit proces komt kooldioxide vrij.

## Werkings temperatuur
PCFC's werken bij een temperatuur van 700 °C.
De brandstofcel is dan ook geschikt voor warmte-krachtkoppeling.

## Rendement
Het rendement van deze brandstofcel is gelijk aan die van MCFC-brandstofcellen, deze bedraagt dus 60%.

## Kenmerken
De PCFC's hebben dezelfde thermische voordelen als de hoge temperatuur-brandstofcellen MCFC en SOFC, en vertonen daarnaast ook alle voordelen van de lage temperatuur brandstofcellen PEM FC en PAFC.
PCFC's hebben een solide elektrolyt, waardoor het membraan niet kan uitdrogen zoals bij de PEM-brandstofcellen, ook is het verlies van vloeistof niet mogelijk zoals bij de PAFC.
Door de hoge temperatuur kan de PCFC door middel van elektrochemische oxidatie aan de anode gebruikmaken van fossiele brandstoffen. Dit maakt het eerst omzetten van fossiele brandstoffen (via steam reforming) naar waterstof overbodig.